# 科马拉林格阿姆
科马拉林格阿姆（Komaralingam），是印度泰米尔纳德邦Coimbatore县的一个城镇。总人口11737（2001年）。

## 人口
该地2001年总人口11737人，其中男性5888人，女性5849人；0—6岁人口1341人，其中男680人，女661人；识字率55.10%，其中男性为63.28%，女性为46.86%。